# Нойштреліц
Нойштреліц (нім. Neustrelitz) — місто в Німеччині, розташоване в землі Мекленбург-Передня Померанія. Входить до складу району Мекленбургіше-Зенплатте.
Площа — 138,15 км2. Населення становить 20 151 ос. (станом на 31 грудня 2020).
Назва Strelitz має слов'янське походження і пов'язана з полабським словом Strelci («Стрільці»).

## Історія
Село Штреліц вперше згадується у 1278 році. У наступні століття воно виросло до невеликого містечка. У 17 столітті Штреліц був частиною герцогства Мекленбург-Гюстров, яке припинило своє існування після смерті останнього герцога в 1695 році. Після цього було створено нове герцогство Мекленбург-Штреліц (1701). До складу цього невеликого герцогства входив сучасний район і ексклав навколо Рацебурга, який сьогодні знаходиться в землі Шлезвіг-Гольштейн.
У 1712 році замок і місто Штреліц згоріли. Після цієї катастрофи герцог і його сім'я жили у своєму мисливському будиночку на озері під назвою Zierker See (озеро Цирке) на північний захід від Штреліца. Навколо цього місця було збудоване нове місто Нойштреліц (Новий Штреліц). Воно стало офіційною столицею Мекленбург-Штреліца у 1736 році.
Нойштреліц залишався герцогською резиденцією до 1918 року і був столицею Вільної держави Мекленбург-Штреліц з 1918 по 1933 рік. У 1934 році він був об'єднаний з Мекленбургом-Шверином у Мекленбурзьку землю.
Старовинне місто Штреліц продовжувало існувати після пожежі 1712 року; воно було невеликим селом, яке в 1931 році було приєднане до міста Нойштреліц.
Коли 30 квітня 1945 року війська Червоної армії 2-го Білоруського фронту увійшли до міста, 681 осіб вчинили самогубства.

## Пам'ятки та монументи
Центр міста характеризується архітектурою в стилі бароко. Серцем міста є Ринкова площа з міською церквою (Stadtkirche), збудованою у 1768—1778 роках, та ратушею (Rathaus), збудованою у 1841 році за проектом Фрідріха В. Буттеля, учня Карла Фрідріха Шинкеля.
Бароковий палац Нойштреліца був зруйнований у 1945 році, але палацові сади (Schloßgarten) існують і досі. У місті також розташована Оранжерея 18 століття, яка спочатку використовувалася як літня альтанка, Палацова церква, побудована в 1855—1859 роках в англійському неоготичному стилі, неокласичний храм Геби (з копією статуї богині Геби) і храм Луїзи, побудований в 1891 році у формі грецького храму для розміщення гробниці королеви Пруссії Луїзи, уродженої принцеси Мекленбург-Штреліцкої.
У місті також розташоване невелике озеро Гламбек, де влітку можна купатися в заповідній зоні і пообідати в ресторані з видом на озеро.

## Розваги
У місті з 2000 року проводиться щорічний Фестиваль Immergut з 5000 відвідувачів на рік.
Нойштреліц має власний театр, що вміщує 400 відвідувачів і має постійний склад акторів. Тут регулярно ставлять драматичні вистави, опери, оперети та мюзикли. 

## Відомі уродженці
- Карл Вольф (1814—1892), скульптор

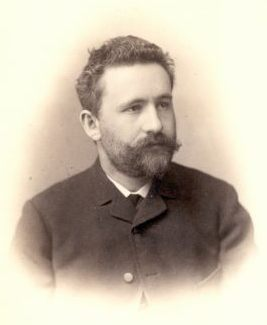
Еміль Крепелін, близько 1890

- Еміль Крепелін (1856—1926), психіатр, що вважається батьком сучасної психіатрії
- Ганс Кундт (1869—1939), Німецько-болівійський генерал у Першій світовій війні та Чакській війні
- Карл Фрідріх Ровер (1881—1963), педагог, арахнолог і директор музею
- Соловей Олена Яківна (нар. 1947), радянська, російська і американська акторка кіно і театру.
- Анна Ковальчук (нар. 1977), російська акторка кіно, телебачення і театру

### Аристократія
- Карл Мекленбург-Штреліцький (1708—1752), член Штреліцької гілки Мекленбурзького дому
- Адольф Фрідріх V Мекленбурзький (1848—1914), великий герцог Мекленбург-Штреліцький з 1904 по 1914 рік.
- Ютта Мекленбург-Штреліцька (1880—1946), велика герцогиня Мекленбург-Штреліцька
- Адольф Фрідріх VI Мекленбурзький (1882—1918), останній правлячий великий герцог Мекленбург-Штреліцький з 1914 по 1918 рік

### Спорт
- Райнер Ернст (нар. 1961), футболіст, зіграв понад 330 матчів і 56 за Східну Німеччину
- Андреас Діттмер (нар. 1972), триразовий олімпійський чемпіон з веслування на байдарках і каное
- Олаф Вінтер (нар. 1973), золотий медаліст з веслування на каное на літніх Олімпійських іграх 1996 року

## Міста-побратими
Нойштреліц є містом-побратимом з наступними містами:
- Чайковський, Росія
- Щецинек, Польща
- Рованіємі, Фінляндія
- Швебіш-Галль, Німеччина[6]

## Галерея

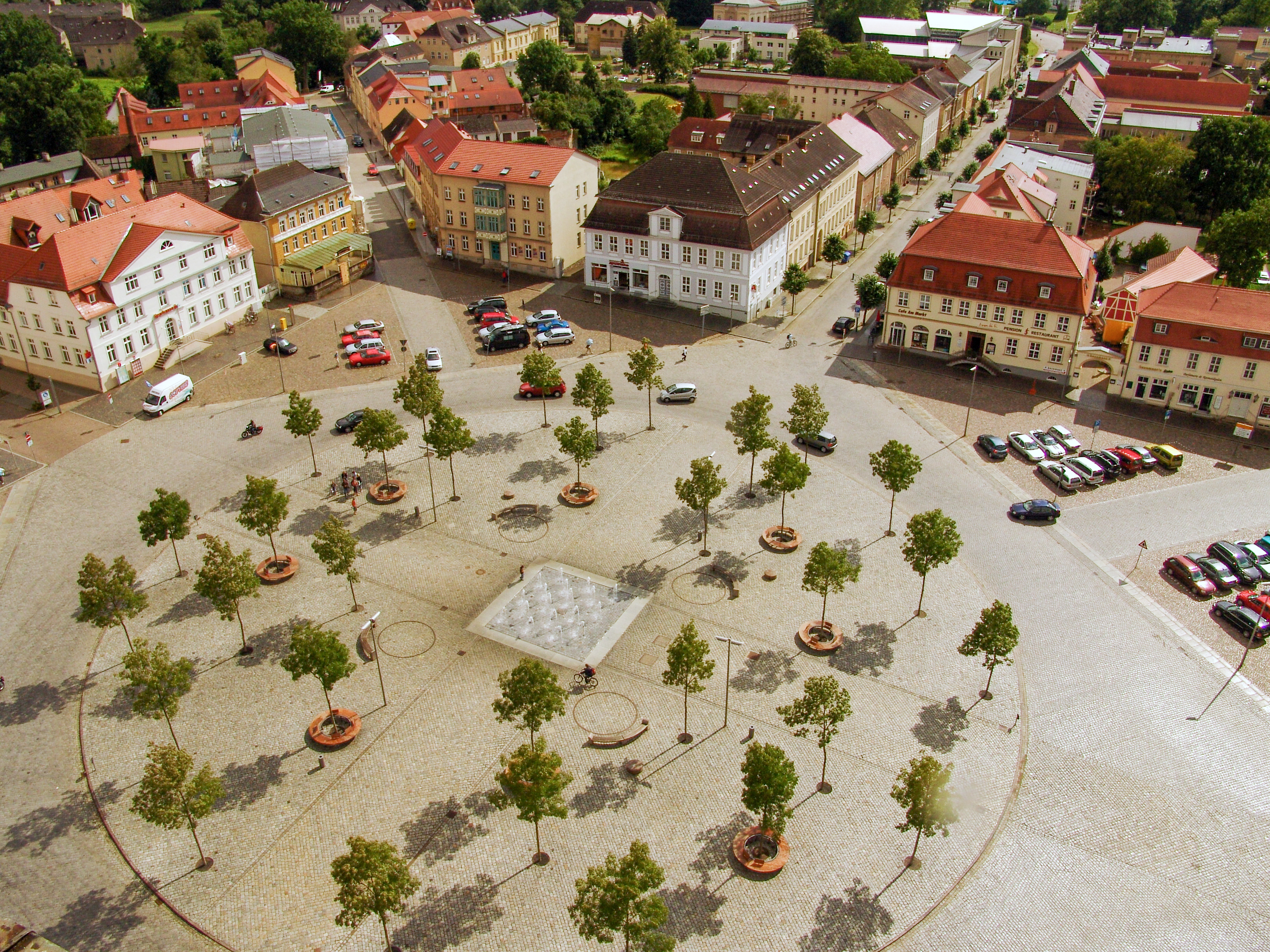
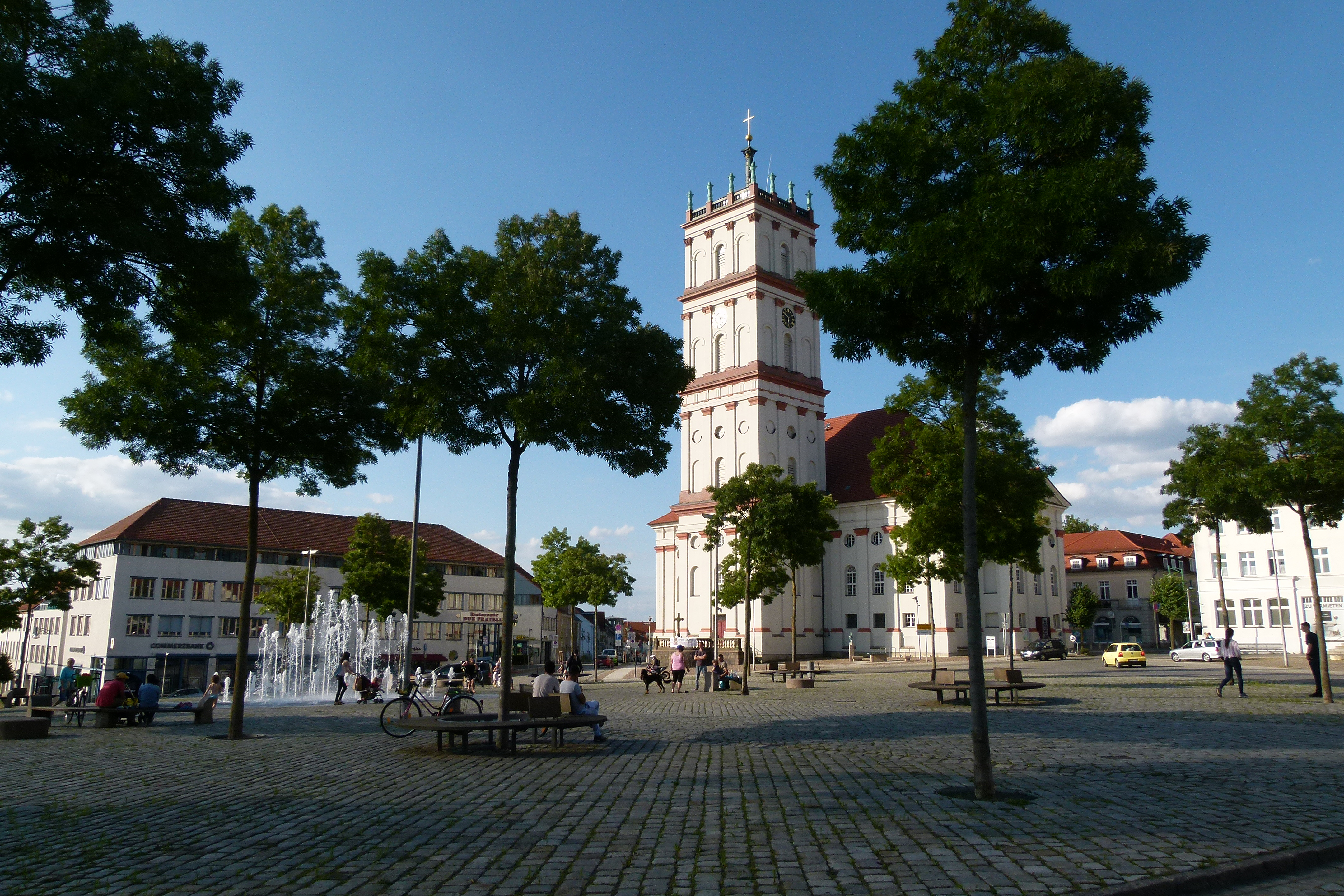
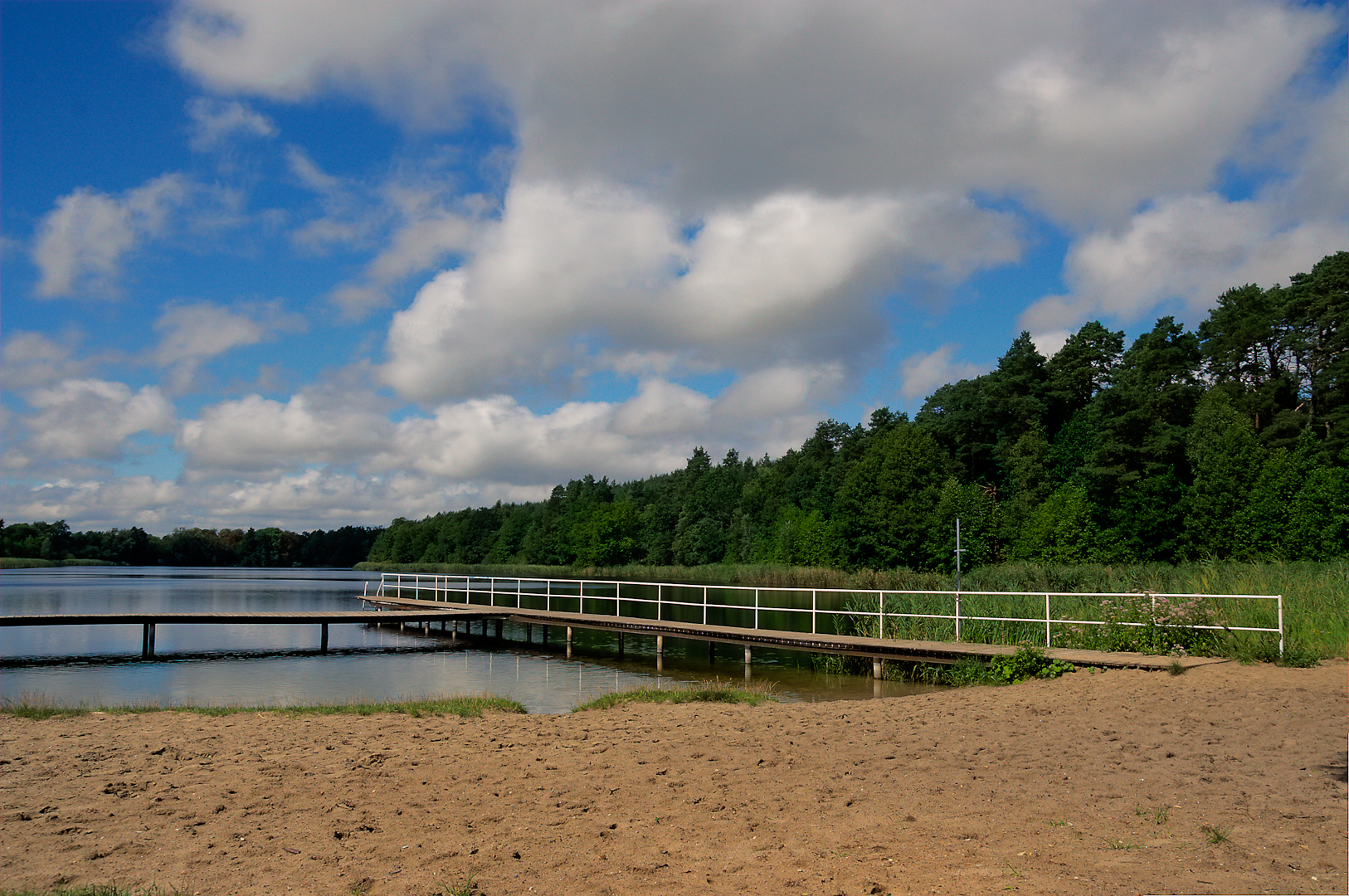
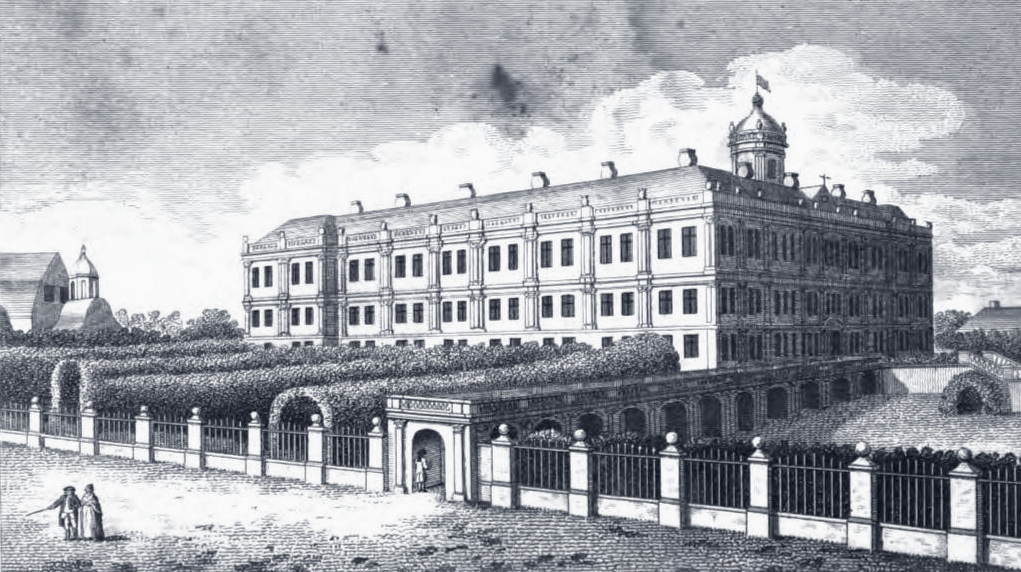
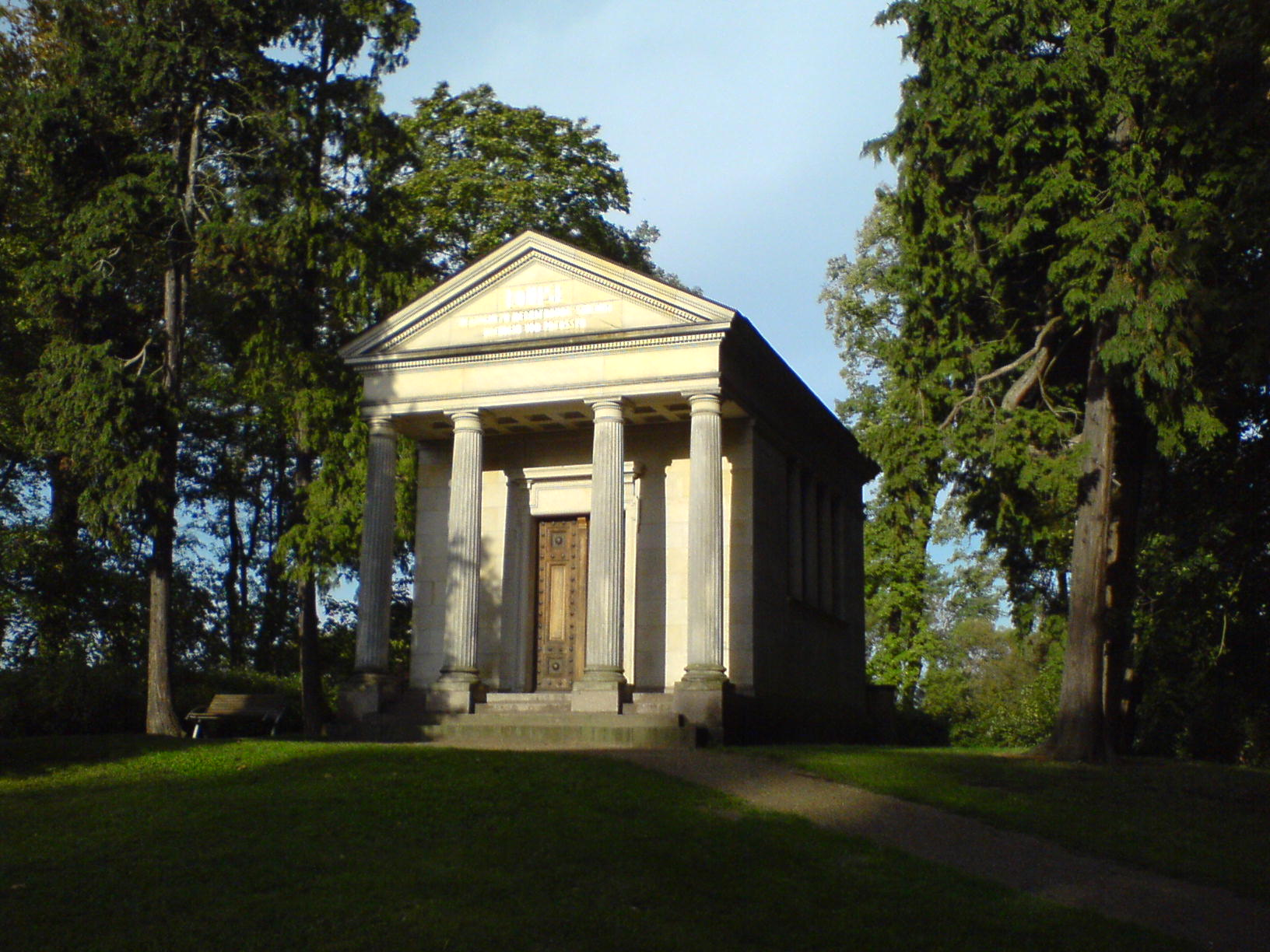
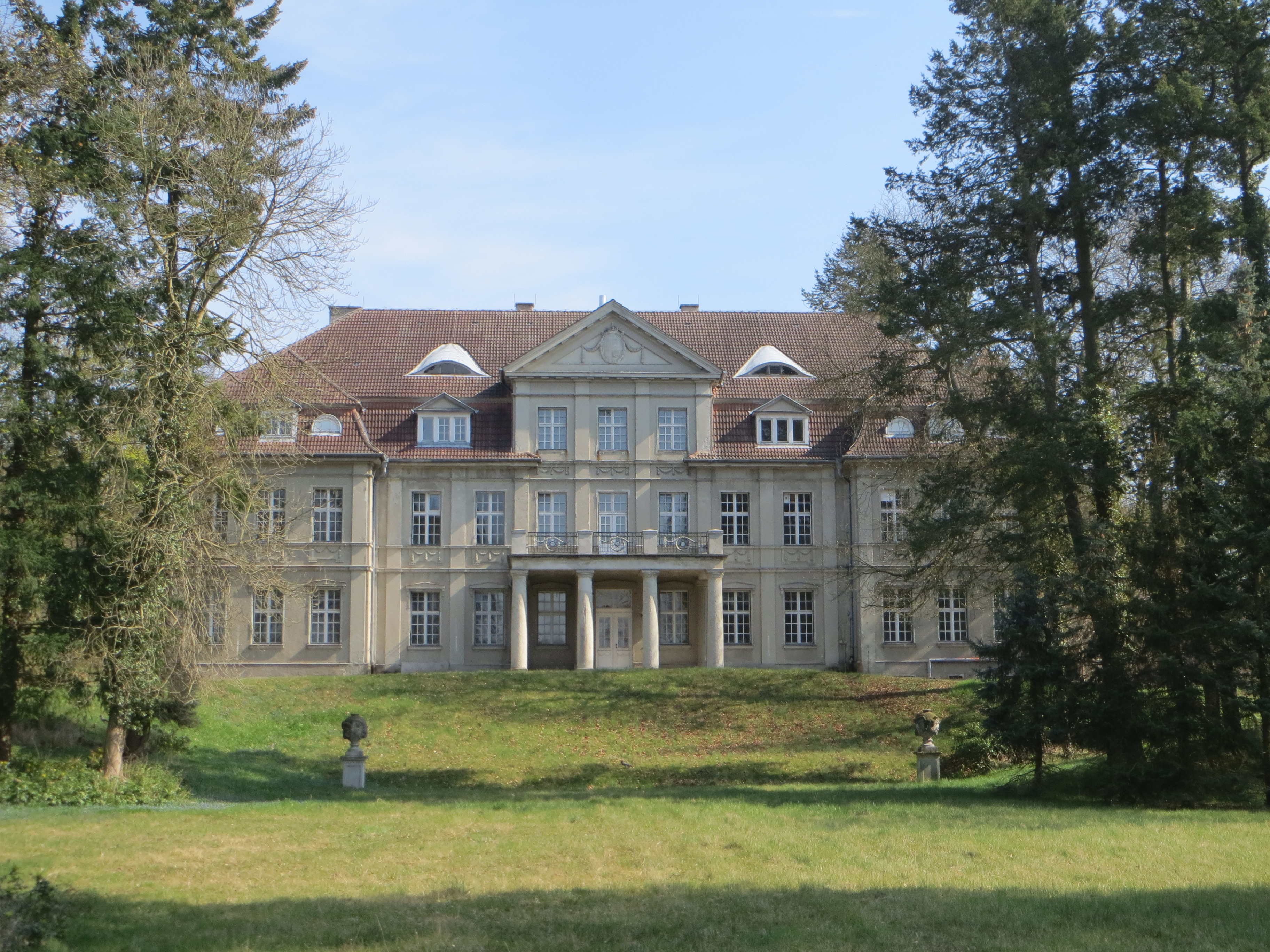